# Instituto Histórico e Geográfico de Minas Gerais
O Instituto Histórico e Geográfico de Minas Gerais (IHGMG), é uma entidade civil de fins culturais. Foi fundado em 1907 na capital mineira, Belo Horizonte, a exemplo do Instituto Histórico e Geográfico Brasileiro (IHGB), fundado no Rio de Janeiro em 1838.

## História
No final do Império e nos anos iniciais da República, inúmeros estados criaram seus institutos históricos e geográficos. Foi no "Clube Floriano Peixoto", uma sociedade cívica de debates republicanos, sediada em Belo Horizonte, presidido pelo Coronel Júlio César Pinto Coelho, que corporificou-se a ideia da fundação do IHGMG. O Clube programou uma reunião para 16 de junho de 1907, quando discursou o Dr. Augusto de Lima, "fazendo entrega da organização do Instituto a seus sócios fundadores".
Estiveram envolvidos na fundação do IHGMG os doutores Augusto de Lima, Prado Lopes, João Luiz Alves, Francisco Alves Júnior, Cel. Francisco Bressane, Olinto Meireles, Estevam Pinto, Pedro Sigaud, Major João Líbano Soares, Rodolfo Jacob e o Coronel Júlio César Pinto Coelho. O presidente do Estado de Minas Gerais, João Pinheiro da Silva foi escolhido por aclamação para presidir as sessões. No dia 12 de julho, a Comissão reunida elegeu a primeira Diretoria do IHGMG:
- Presidente – João Pinheiro da Silva
- Vice-pres. – Des. João Bráulio M. de Vilhena
- 2º Vice-pres. – Virgílio Martins de Melo Franco
- 3º Vice-pres. – Carlos Honório Benedito Ottoni
- 1º secretário – Mendes Pimentel
- 2º Secretário – Juscelino Barbosa
- Suplentes de Secretário – Ismael Franzen e Luiz Pessanha
- Orador – Diogo de Vasconcelos
- Tesoureiro – Des. Julio Veiga.

A instalação solene ocorreu em 15 de agosto de 1907, no salão da Câmara dos Deputados, situada na Av. Afonso Pena esquina de Rua da Bahia, sob a presidência do Dr. João Pinheiro e secretariado pelo senhor Max Fleiuss, Presidente do IHGB. O discurso oficial foi do Dr. Diogo de Vasconcelos. Vasconcellos organizou seu discurso como forma de exaltação da grandiosidade do Estado de Minas Gerais. Em 1927 ele foi eleito o orador perpétuo da instituição até a sua morte.
O IHGMG, em sua fundação, foi marcadamente republicano, criado em um regime fortemente federalista, e como uma instituição local, defendia uma proeminência de Minas em relação aos demais membros da federação. Embora a instituição tivesse essa ligação com a República, havia importantes membros que ainda traziam consigo as tradições monárquicas. Diogo de Vasconcellos é o mais expressivo desses intelectuais atuantes na época.

### Objetivos
Os primeiros artigos dos estatutos do IHGMG são muito semelhantes aos do IHGB, já que o último serviu como modelo para a elaboração do primeiro. Tem como objetivos: investigar, coligir, metodizar, publicar ou arquivar os documentos concernentes à história e à geografia de Minas Gerais, e à arqueologia, etnografia e língua de seus indígenas; manter correspondência com as sociedades e academias estrangeiras de igual natureza, bem como as associações congêneres existentes na Capital Federal e nos diversos estados da República, para mais fácil desempenho dos fins a que se propõe; publicar, uma ou mais vezes por ano, uma revista, na qual se conterão os seus trabalhos (atas das sessões, discursos do presidente e do orador, relatório do 1.º secretario, lista dos sócios, estudos e artigos, etc).
O IHGMG é uma academia que reúne homens e mulheres interessados em preservar e cultivar a memória mineira, no que tange as humanidades, a geografia, a história e as tradições culturais e cívicas  do povo mineiro. A Associação tem por finalidade o estudo, a pesquisa e a divulgação das seguintes áreas do saber humano: História, Geografia, Geologia, Arqueologia, Antropologia, Sociologia, Paleontologia, Heráldica, Genealogia, Medalhística, Indigenismo e Estatística, além de outras de caráter complementar, com ênfase especial e permanente em todos os estudos que se referirem ao Estado de Minas Gerais.

## Instalações
Em 1967, o Instituto recebeu a escritura de doação em comodato de área construída de 500 metros quadrados, localizado na sobreloja do Edifício Juscelino Kubitschek, Rua Guajajaras 1268, por doação do então governador Israel Pinheiro da Silva.
O IHGMG conta com uma biblioteca cujo acervo compõe-se de cerca de 29 mil livros, com destaque para a História do Estado de Minas Gerais. Dispõe ainda, de primorosa mapoteca, constituída por 723 preciosos mapas históricos e geográficos. Possui dois auditórios, sendo um para sessões solenes, com 145 poltronas e outro menor.

## Presidentes
| Ano         | Presidente                           |
| ----------- | ------------------------------------ |
| 1907-1909   | João Pinheiro da Silva               |
| 1910-1911   | João Bráulio Moinhos de Vilhena      |
| 1911        | Carlos Honório Benedito Ottoni       |
| 1911        | Virgílio de Melo Franco              |
| 1911-1924   | Rodolfo Jacob                        |
| 1925-1938   | Aurélio dos Santos Pires             |
| 1939-1943   | Aníbal Pinto de Matos                |
| 1943-1949   | Benedito Quintino dos Santos         |
| 1950-1955   | Polycarpo de Magalhães Viotti        |
| 1955-1958   | Salomão de Vasconcellos              |
| 1958-1969   | Copérnico Pinto Coelho               |
| 1969-1976   | Dermeval José Pimenta                |
| 1976-1991   | José Geraldo de Faria                |
| 1991-1992   | Alberto Barroca                      |
| 1992-1994   | Celso Falabella de Figueiredo Castro |
| 1994-1996   | Wilson Veado                         |
| 1996-1998   | Herbert Sardinha Pinto               |
| 1998-2001   | Miguel Augusto Gonçalves de Souza    |
| 2001-2004   | Syllas Agostinho Ferreira            |
| 2004-2007   | Marco Aurélio Baggio                 |
| 2007-2010   | Fernando Antônio Xavier Brandão      |
| 2011-2013   | Jorge Lasmar                         |
| 2013-2016   | Wagner Fonseca Colombarolli          |
| 2016 - 2019 | Aluízio Alberto da Cruz Quintão      |
| 2019 - 2021 | Luiz Carlos Abritta                  |
| 2021 -      | José Carlos Serufo                   |

## Membros
- Biografia de membros notórios do Instituto Histórico e Geográfico de Minas Gerais.